# Embolcall magnètic
L'embolcall magnètic és la regió de l'espai entre la magnetopausa i xoc en arc de la magnetosfera d'un planeta. El camp magnètic generat s'organitza periòdicament pel planeta, que es torna feble i irregular a l'embolcall magnètic degut a la interacció amb el vent solar entrant, i és incapaç de desviar completament les partícules altament carregades. La densitat de les partícules en aquesta regió és considerablement inferior al que es troba més enllà de l'arc de xoc, però més gran que a la magnetopausa, i es pot considerar com un estat transitori.

Esquema de la magnetosfera de la Terra, que mostra la posició relativa de l'embolcall magnètic

La investigació científica sobre la naturalesa exacta de l'embolcall magnètic ha estat limitada a causa d'una concepció errònia de molts anys que era d'un simple subproducte de l'ona de xoc / interacció de la magnetopausa i tenia propietats no intrínsecament importants de la seva pròpia.
L'embolcall magnètic de la Terra normalment ocupa la regió de l'espai d'aproximadament de 10 radis terrestres al costat de sobrevent (orientat al Sol) del planeta, que s'estén significativament més lluny en el costat de la direcció del vent degut a la pressió del vent solar. La ubicació exacta i l'amplada de l'embolcall magnètic no depèn de variables com l'activitat solar.